# Тони Крег

Сър Тони Крег (на английски: Anthony Douglas Cragg, роден на 9 април 1949 г. в Ливърпул) е английски скулптор. От 2009 г до 2013 е ректор на Дюселдорфската художествена академия.

## Биография
Крег е роден на 9 април 1949 г. в семейство на авиоинженер. От 1966 г. до 1968 г. работи като техник в Националната асоциация за изследване в областта на каучуковото производство. Започва да учи изкуство в Колеж по изкуство и дизайн (на английски: Gloucestershire College) от 1968 г. до 1970 г. а след това от 1969 до 1973 г.в Училище по изкуство в Уимбълдън (на английски: Wimbledon College of Arts). Същата година отива да учи за скулптура в Кралския колеж по изкуствата (на английски: Royal College of Art), където завършва през 1977 г. През 1977 г той напуска Великобритания и се мести в град Вупертал в Германия.

## Творчество
В началото на своето развитие създава своите произведения от намерени предмети и подръчни материали. При пристигането си в германия създава произведения от различни битови предметии избира за материал, с който да работи пластмасата. Едва по-късно Крег започва да използва в творчеството си по-традиционни материали като дърво, бронз и мрамор, като създава прости форми с тях.
От 1979 г. преподава в академията по изкуствата в Дюселдорф от 1988 г. като професор. От 2001 г. е професор в Академията по изкуствата в Берлин. От 2009 г. в продължение на четири години е ректор на Академията по изкуствата в Дюселдорф. От февруари 2015 г. става почетен член на Академията.
През 2006 г той придобива един парк от 150 декара във Вупертал, в койта се намира защитена като паметник вила и създава в него скулптурен парк. За да се посвети на този проект, той напуска Академията на изкуствата в Берлин и се премества в Академията на изкуствата в Дюселдорф. През 2008 г. паркът е отворен. Там са показани произведения на Тони Крег и други световни скулптори, както и различни специални изложби.